# Jungle Entertainment
Pour les articles homonymes, voir Jungle (homonymie).
Jungle Entertainment (hangeul : 정글 엔터테인먼트) plus communément connu sous le nom de Jungle, est un label discographique sud-coréen de hip-hop.

## Histoire
Le label est fondé par la légende du hip-hop sud-coréen Tiger JK. Le label produit principalement de la musique hip-hop et RnB. La liste d'artistes signés chez ce label se compose de Leessang, Jung-in, Cho Moon-geun, Loptimist, M.I.B et 4TEN. Drunken Tiger (Tiger JK), Yoon Mi-rae et Bizzy ont quitté le label et ont créé Feel Ghood Music. Cho Sun-oh devient PDG après le départ de Tiger JK,,,.
Durant une interview, Tiger JK déclare que la vision de l'agence était de découvrir de nouveaux aspirants artistes. Même si l'agence en elle-même n'est pas très connue, ses artistes le sont grâce à leur diffusion et influence du hip-hop coréen sur la scène pop.

## Groupes et artistes

### Groupes
- Leessang[8]
- M.I.B (Most Incredible Busters)[9]
- 4TEN[10]

### Artistes
- Jung-in[11]
- Cho Moon-geun[12]
- Loptimist[13]

### Anciens
- Paloalto (maintenant chez Hi-Lite Records)
- Mc K
- Teby
- Drunken Tiger (Tiger JK)
- Yoon Mi-rae
- MFBTY (Yoon Mi-rae, Tiger JK, Bizzy)